# Inside
Inside är en sång med den amerikanska R&B-sångerskan Monica, från hennes album The Boy Is Mine (1998). Balladen släpptes som skivans fjärde singel under första kvartalet av 1999. Dess listpositioner är för tillfället okända. 

## Format och innehållsförteckningar
Europeisk Promo singel
1. "Inside" (Album version)
2. "Inside" (Masters at work remix) (radio edit)
3. "Inside" (Masters at work remix)

"Masters at work remixes" CD-singel
1. "Inside" (Masters at work remix) (radio edit)
2. "Inside" (Masters at work Dub)
3. "Inside" (Masters at work Dub intro) (vocal mix

## Listor
| Lista (1999)             | Topp position |
| ------------------------ | ------------- |
| Tysklands Jam FM Singles | 15            |